# Kolding Højskole
Kolding Højskole var en folkehøjskole i Kolding, som eksisterede fra 1972 til 1997.

## Historie
Højskolen blev grundlagt 1972 i forlængelse af en konflikt på Askov Højskole. Udbryderne ønskede en mere samfundskritisk højskole og ville "gøre op med den patriarkalske forstander, den autoritære lærer, det fagopdelte skema, den abstrakte teoretisering og det manglende forhold til teoretisk og praktisk arbejde i dagligdagen". Lokalt var skolen kendt som en "rød højskole", der med årene blev mere grøn. Forstander var i de første år forfatteren m.m. Jørgen Knudsen.
Formålsparagraffen lød: "at drive en højskole, der har det som sin væsentligste opgave at belyse og behandle de konflikter og modsigelser, som behersker samfundet og den enkeltes eksistens, at bidrage til at frigøre alternative forestillinger og muligheder overfor givne forhold og udviklingstendenser, at virke for ændringer af de vilkår, som fordrejer og undertrykker den menneskelige eksistens".
Skolen blev opført på Skovvangen ved nuværende Bertram Knudsens Vej i uddannelsesområdet med Kolding Gymnasium, Teknisk Skole og Nørremarksbiblioteket. Byggeriet foregik som selvbyggeri på en række byggelejre. Arkitekter var A5 Tegnestuen (Robert Grünberger, Flemming Nøhr, Niels Sigsgaard og Henrik Vogel) i samarbejde med Karsten Bonnis. Byggeriets 1. del med 7 kursisthuse, 3 lærerboliger, et stort kombineret kontor-, køkken- spisehus, 2 værksteder og 1 udhus blev officielt indviet 21. juni 1975. Den sidste etape blev først udført i 1985.
Kolding Højskole udgav tidsskriftet Tryk og en række bøger om bl.a. energipolitik, ulandsforhold og "grøn mad". Man søgte at knytte sig til tidens bevægelser, bl.a. for vedvarende energi ved opførelse af vindmøller. Blandt lærerkræfterne var civilingeniør Uffe Geertsen. Ulandsorganisationerne IBIS og Mellemfolkeligt Samvirke anvendte højskolen til forberedelse af ulandsfrivillige.
Højskolen oprettede desuden en "kampfond", der støttede mange initiativer og græsrodsbevægelser over hele landet.
Kolding Højskole lukkede i 1997 efter aflysning af det lange efterårskursus efter flere år med dårlig økonomi og svigtende elevtilgang. 12. marts 1998 blev skolen erklæret konkurs i skifteretten. I august 1998 blev skolens bygninger købt af private og der blev etableret et boligkvarter, delvis i de gamle bygninger.